# Lassi

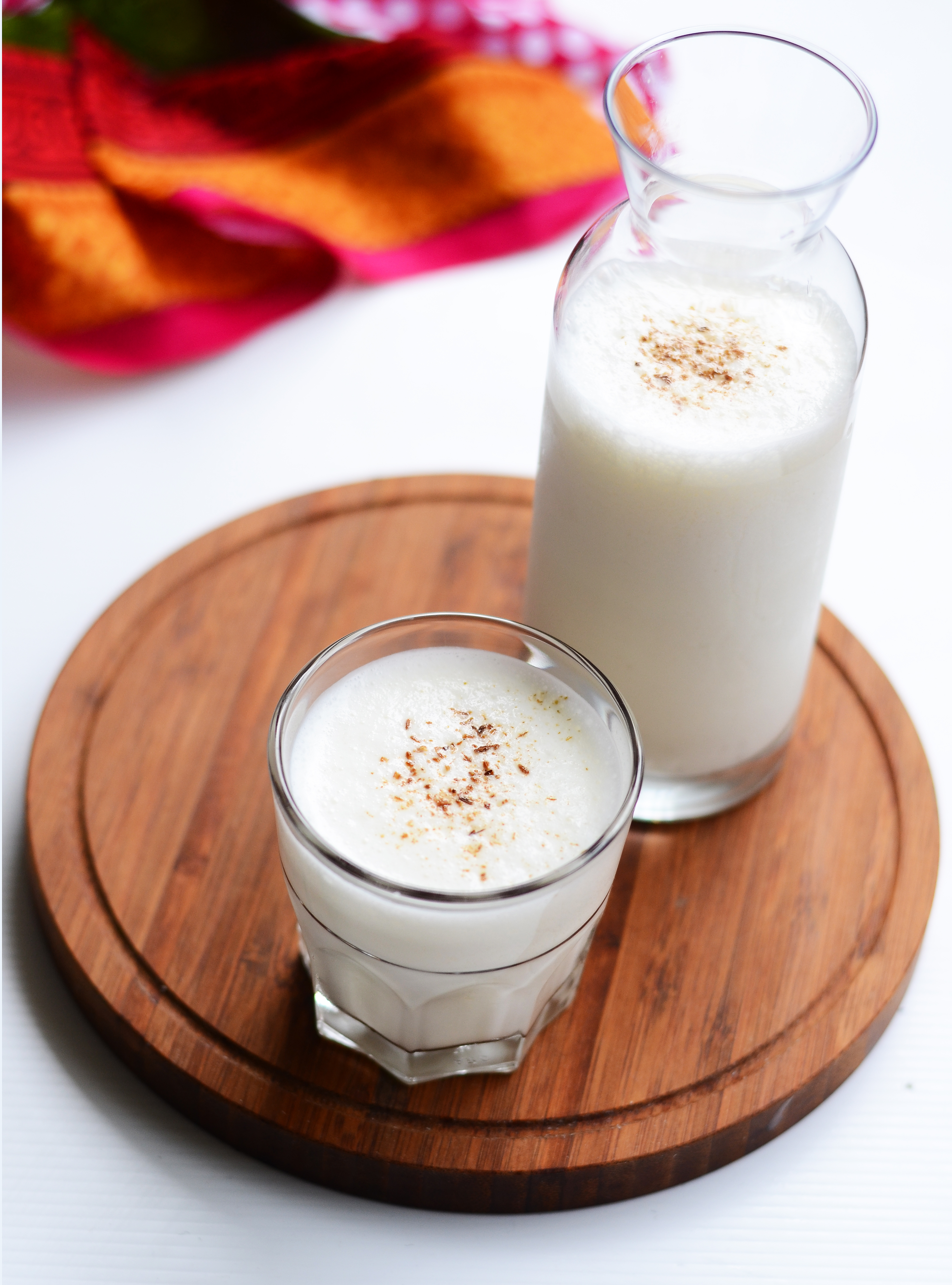
Karaf en een glas lassi

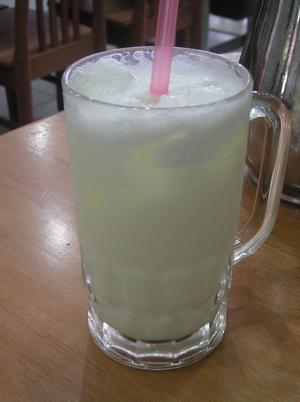
Een glas lassi

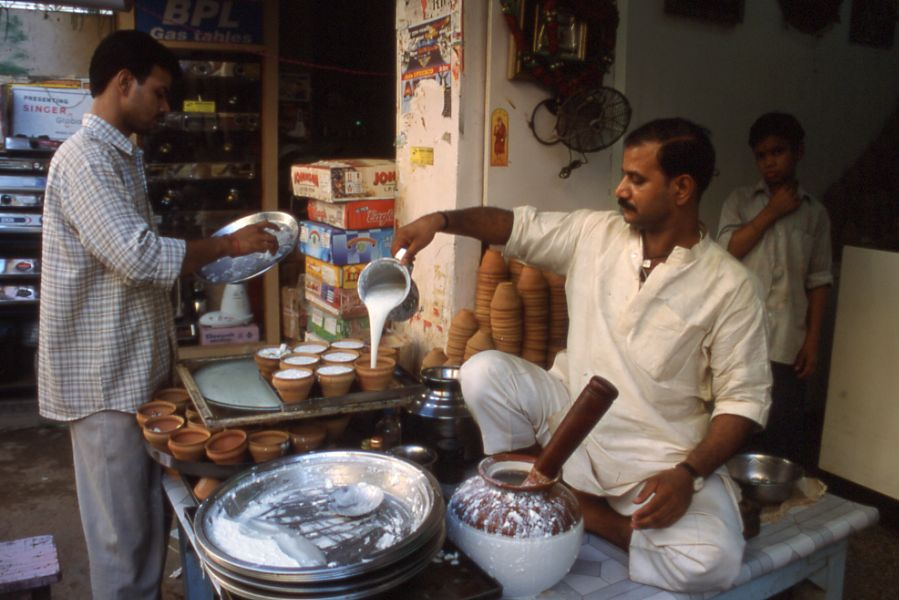
Een lassiverkoper in Benares

Lassi (Hindi: लस्सी) is een traditionele yoghurtdrank, die enigszins te vergelijken is met een milkshake. Het recept is oorspronkelijk afkomstig uit de regio Punjab in India en Pakistan.
Lassi wordt ook gebruikt als middel tegen maag- en darmklachten.

## Bereidingswijzen
Er zijn vele recepten in gebruik. Het basisrecept wordt gemaakt door yoghurt te mengen met water, zout of suiker en kruiden.

## Bhanglassi
Bhanglassi is een variant waarbij Bhang (een vloeistof die getrokken wordt uit hennepbladeren) door de drank wordt gemengd.